# برایت لایت پیکچرز
برایت لایت پیکچرز (انگلیسی: Brightlight Pictures) استودیو کانادایی فیلم‌سازی مستقر در استان بریتیش کلمبیا شهر ونکوور است.

## پیشینه
رئیس برایت لایت شاون ویلیامسون از سال ۱۹۸۶ و طی ۱۵ سال تهیه‌کننده بیش از ۹۰ فیلم بوده و از سال ۲۰۰۱ با راه اندازی برایت لایت بیش از ۳۵ فیلم تولید کرده‌است از جمله فیلم صدای سفید با حضور مایکل کیتون که فروشی ۱۰۰ میلیون دلاری داشت.

## فیلم‌شناسی
- ادیسون  محصول ۲۰۰۵
- تنها در تاریکی محصول ۲۰۰۵
- صدای سفید محصول ۲۰۰۵
- خزیدن محصول ۲۰۰۶
- به نام پادشاه: داستان محاصره سیاه‌چاله محصول ۲۰۰۶
- مرد حصیری محصول ۲۰۰۶
- ۸۸ دقیقه محصول ۲۰۰۶
- خون رینی محصول ۲۰۰۶
- آن‌ها منتظرند محصول ۲۰۰۷
- پنجاه مرده متحرک محصول ۲۰۰۸
- فار کرای محصول ۲۰۰۸
- بدون اسلحه محصول ۲۰۱۰
- به نام پادشاه ۲: دو جهان محصول ۲۰۱۱
- شراکتی که نگاه می‌داری محصول ۲۰۱۲
- شاخ‌ها محصول ۲۰۱۳
- نهمین زندگی لویی درکس محصول ۲۰۱۵
- غول‌آسا محصول ۲۰۱۶
- تابستان ۱۹۸۴ محصول ۲۰۱۸